# 生煎饅頭
生煎饅頭（シォンジエンマントウ、なまやきまんじゅう）とは、挽き肉の具を小麦粉の生地で包んだ小ぶりの包子(パオズ。肉まん)を、鉄板で蒸し焼きにした点心。
日本においては焼き小籠包（やきしょうろんぽう）の名前でも知られるが、単純に「薄い皮で包んで作る小籠包を焼いたもの」では無く、独特な中国の上海料理である。

## 名前と読み方
日本ではまだあまり知名度が高くない料理であるため、日本での料理名は定まっていない。上海（スープ入り）焼きまんじゅう、煎り焼きパオズ、上海焼き豚まん、焼き小籠包など、さまざまな呼び方で紹介、提供されている。ただし、饅頭と小籠包は、本来調理法の異なる別の料理であり、中国や台湾で、「焼き小籠包」のような呼び方はされない。
漢字を日本語式に読むと、「なまいりまんじゅう」になる。中国語の発音で読むと、「シォンジエンマントウ」だが、上海語の発音で「サーンジーモードゥ」でもいい。シェンジェンマントウは中国語の普通話ピンイン 「shēngjiān mántóu」のカナ転写、 また、料理法の面では、普通の小籠包が蒸籠蒸しであるのに対し、生煎饅頭は日本の焼き餃子とほぼ同じように、たっぷり油を引いた鉄板や鉄鍋に並べて湯を足し、蓋をして底がカリカリになるまで蒸し焼きにする。「焼き小籠包」と言うのは日本で一部の店舗が始めた呼び方である。中国語での饅頭（マントウ）とは、中に餡を詰めない蒸し肉まんのような食品を指す言葉である。本来、生煎饅頭のような餡を小麦粉の皮で包んだ点心は、「包子」（パオズ）または「包」（パオ。接尾語）と呼ばれている。上海を含む、江南地方の呉語では、餡を入れた料理も、入れない料理も、呼び分けずどちらも「饅頭」と呼んでいるため、生煎饅頭という料理名が付いた。
現在の中国語で「煎」は、焼き餃子・目玉焼き・鉄板焼きなどのように、「油を引いた鉄板で焼く料理法」を意味する。上海語などの呉語や福州語では、この調理法を「生煎」と呼ぶ。この料理は地域によって異なる料理名で呼ばれている。
- 上海では「生煎饅頭」と呼び、「生煎」と略すこともある。
- 中国の他の地域では「生煎包」（ションジエンバオ、拼音: shēngjiānbāo）または「生煎包子」（ションジエンバオズ、拼音: shēngjiān bāozi）と呼ぶことが多い。
- 台湾では「生煎包」（ションジエンバオ、注音: ㄕㄥㄐㄧㄢㄅㄠ、拼音: shēngjiānbāo）、「水煎包」（シュイジエンパオ、拼音: shuǐjiānbāo）と呼ぶ。
- 香港では広東語で「生煎包」（サーンジンパーウ）と呼ぶほか、水煎包（ソイジンパーウ）と呼ぶこともある。

## 歴史
冷えてしまった肉まんを焼いて暖め直したのが始まりと考えられ、起源はたどりようがないが、茶館などでわざわざ焼いて出すために作るようになって、100年以上の歴史があるといわれる。上海では1930年代に、すでに多くの店で提供していたが、羅春閣のものが特に名高く、当時は鶏肉でつくるものも好まれた。
また、蘇州では、1911年に開業した呉苑茶館のものが名高かった。
現在、上海市内で著名な専門店には、チェーン展開する豊裕生煎のほか、小楊生煎、王家沙、大壺春（清水）、飛龍生煎などがある。

## 概要
生煎饅頭は、中国や日本で一般的な肉まんよりも小ぶりな包子である。作り方、大きさ、見た目が日本の信州名物のおやきと似ている。酵母で発酵させた小麦粉の皮で、挽き肉や野菜を混ぜた具を包み、「平鍋」と呼ばれる大きな調理器具やフライパンにぎっしり詰めて蒸し焼きにする。焼き餃子と同じく、カリッとした食感があって、焦げ目が香ばしいのに加えて、小籠包のように噛むと包子の中から熱々で旨味たっぷりの肉汁があふれ出てきて、独特の風味が味わえる点が生煎饅頭の特徴である。
食べる者の好みにより、ショウガを散らしたり、黒酢、醤油、ラー油、辣椒醤などの調味料をつけて食べる。上海では、もともとしっかり味がついているものが多く、店には黒酢だけを備えていることも多い。
上海には生煎饅頭を専門に扱う料理店もあり、麺類などの簡単なメニューと併せて販売する店もある。本来はおやつや夜食として食べていた料理だが、上海では店や屋台の中には朝早く開店する店もあるため、朝食としても親しまれている。

## 作り方

### 生地
小麦粉に水と「老麺」と呼ばれる酵母を含む種を混ぜてこね、発酵するまで寝かせて生地を作る。

### 具
中に包む具は、本場の上海では、豚肉に豚の心臓を加えた挽き肉に葱だけのシンプルなものが多く、味付けにはショウガ、老酒、醤油などを用いる。しっかりとスープが出るように、小籠包のように、ゼラチンで煮こごりにしたスープを混ぜ込むことが多い。生煎饅頭は、本来、庶民の料理であるため、比較的高級料理である小籠包のように、ゼラチンを入れたスープを仕込むような特別な細工はせずにすます例もある。煮こごりを入れるものを「混水」、入れないものを「清水」と呼ぶ。店によってはキャベツ、白菜、シイタケ、オオクログワイ、ニラ、キノコ、干しエビなどの材料を加えて作ることもある。イスラム教徒向けに、タブーとされる豚肉の代わりに牛挽き肉を使い、キャベツ、タマネギを加えた牛肉饅頭を出す店もある。上海の専門店にはエビ、フカヒレ、カニ肉などを入れた高級な生煎饅頭もある。

### 焼き方

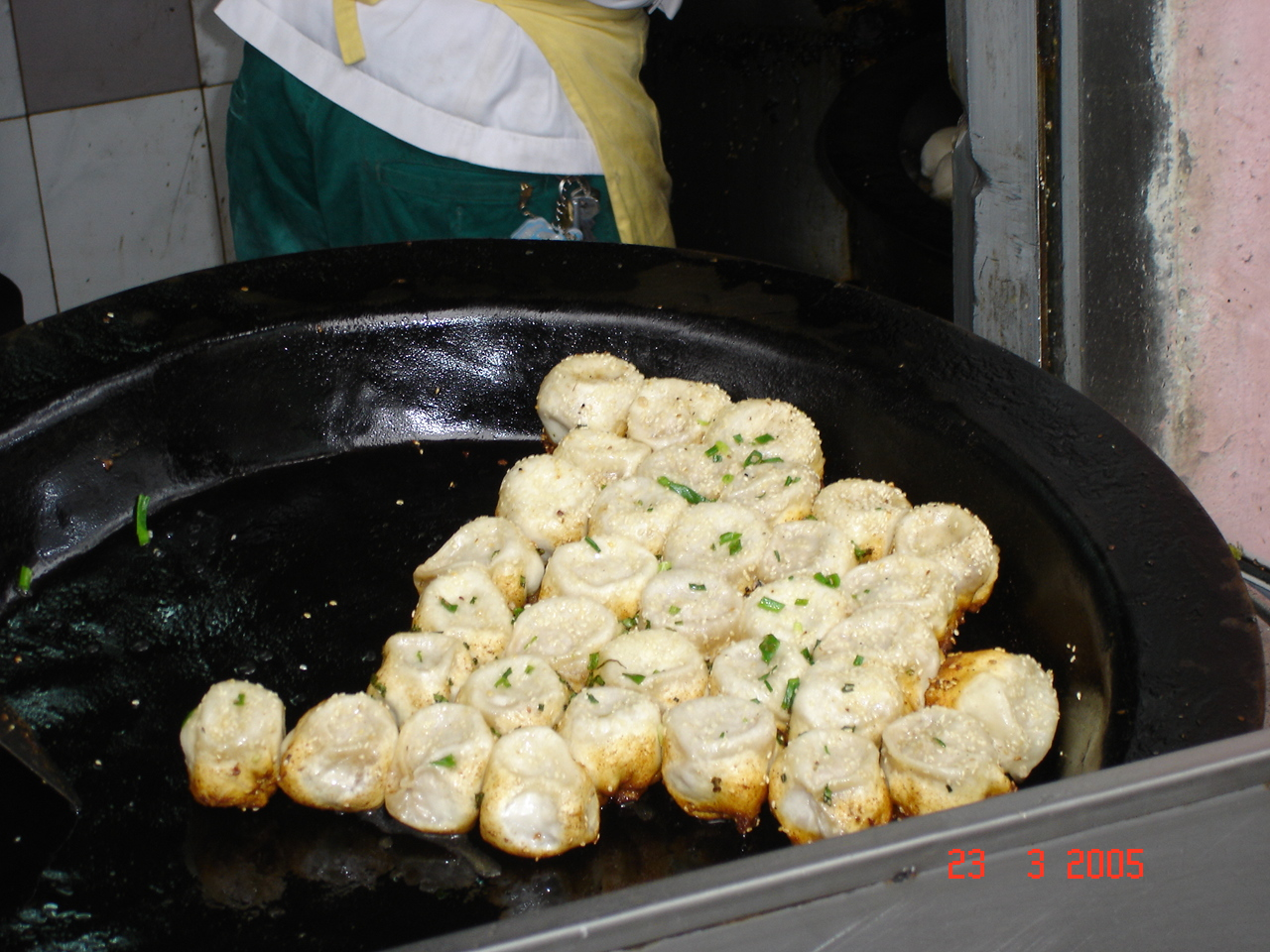
大きな鉄鍋で焼いている生煎包

「平鍋」は底が平らな鉄板の丸い鍋で、焼き餃子（鍋貼）のように多めの植物油で底面だけを揚げるように焼く。中まで火が通りやすくするために蓋をし、焦げ付かないように、時々鍋をゆり動かす。半ば焼けたら少量の湯をまんべんなくかけ入れて蓋をし、蒸し焼きにする。一度蒸してから油で焼く調理法もあるが、専門店では先に焼く。多くの店で、胡麻やネギを上に散らして仕上げる。

## 他地域での普及

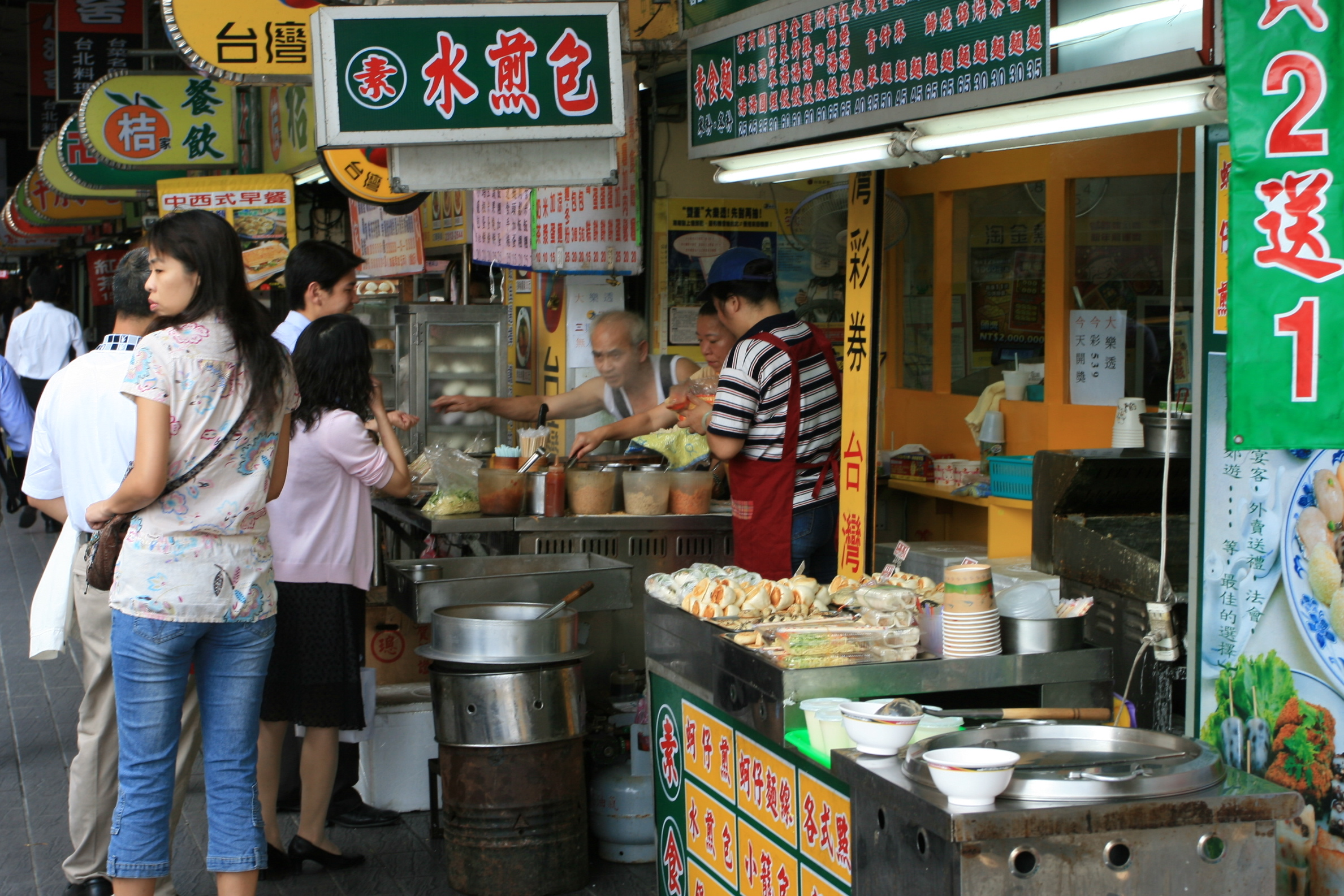
生煎包の店頭販売（台北）

上海周辺発祥の料理であるが、現在は中国のさまざまな地域と、香港、台湾の個別の店でも提供している料理である。中国では、冷凍食品もあり、家庭でフライパンを使って焼くこともある。台湾では夜市の屋台で売られている庶民の夜の軽食である。香港では、上海料理店のメニューとして提供することが多いが、店頭販売をする専門的な店もある。
日本においては2010年の上海万博を契機に上海を代表する名物料理の1つとして注目を集め、専門店の出店が相次いだ。